# Ivo Machado
Ivo Machado (Biscoitos, Açores, 1958) é um poeta português, nascido na Ilha Terceira, Açores.

## Biografia
Em 1987 deixou as ilhas vivendo desde então na cidade do Porto.
Entre os poetas que o influenciaram destaca Camilo Pessanha e Sophia de Mello Breyner, ainda  António Machado, Lorca e Lêdo Ivo.
Participa com regularidade em encontros de escritores, entre eles Correntes d’Escritas, Portugal; Salón del Libro Ibero-Americano de Gijón, Espanha; Cammino delle Comete, Itália, e Festival Internacional de Poesia de Sarajevo, Bósnia-Herzegovina.
Alguns dos seus poemas estão traduzidos para o castelhano, inglês, eslovaco, húngaro, italiano, alemão  e bósnio.
| “ | A imagem nasce da alucinação e aparece, efêmera, e aquele que a recebe transforma-a de novo, emergindo espaços que uns não entendem, mas neles moram as forças que tantas vezes desconhecemos de onde vêm e, perante a serenidade ou doçura, o mundo reformula o silêncio pelos movimentos das formas que podem ser línguas de fósseis falantes numa dança encantatória que desvenda o mundo espantoso narrado pelo artista ... Ao fim a consciência – porque consciência do artista maior – que a arte é uma forma de abolição do caos. | ” |

Em 2006, assinalando os 25 anos de vida literária, publicou o livro de poesia, Verbo Possível.

## Obra publicada
Ivo Machado é autor das seguintes obras:
Poesia
- Alguns Anos de Pastor (1981)
- Três Variações de Um Sonho (1995)
- Cinco Cantos com Lorca e Outros Poemas (1998)
- Adágios de Benquerença (2001)
- Os Limos do Verbo (2005)
- Verbo Possível (2006)
- Poemas Fora de Casa (2006)
- Quilómetro Zero (2008)
- Tamujal (2009)
- Animal de Regressos (2011)
- O Monólogo do Merceeiro (2015)
- A Cidade Desgovernada (2016)
- Oratória (2018)
- Miseriae (2023)
- Relâmpago (2024)
- Antes Que Chovam Laranjas (2025)

Teatro
- O Homem Que Nunca Existiu (1997)

Novela
- Nunca Outros Olhos Seus Olhos Viram (1998)

Infantil
- A Menina Que Queria Ser bailarina (2012)